# Stefan Schwarz (piłkarz)
Stefan Schwarz (ur. 18 kwietnia 1969 w Malmö) – szwedzki piłkarz grający na pozycji pomocnika. W reprezentacji Szwecji w latach 1989–2001 wystąpił 69 razy strzelając 6 bramek.

## Sukcesy
- III miejsce na Mistrzostwach Świata 1994
- III-IV miejsce na Mistrzostwach Europy 1992
- uczestnik Mistrzostw Świata 1990
- Mistrzostwo Szwecji 1988
- Mistrzostwo Portugalii 1991, 1994
- Puchar Włoch 1996
- Puchar Hiszpanii 1999
- Piłkarz roku w Szwecji 1999